# Zimrí (král)
Zimrí (hebrejsky: זִמְרִי‎ Zimri), v českých překladech Bible přepisováno též jako Zamri, byl pátým králem Severního izraelského království. Jeho jméno se vykládá jako „Ochránil Hospodin“. Dle názoru moderních historiků a archeologů vládl v roce 884 př. n. l. Podle kroniky Davida Ganse by však k jeho kralování mělo dojít v roce 3010 od stvoření světa neboli v rozmezí let 752–751 před naším letopočtem. První kniha králů uvádí, že jeho vláda trvala pouhých 7 dní.
Zimrí byl původně velitelem vozby krále Ély. Zorganizoval však proti němu spiknutí a krále Élu ubil, když se ve svém sídelním městě Tirse opíjel v domě jistého Asry. Zimrí pak usedl na jeho trůn a nechal vyvraždit všechny možné královské nástupce z dynastie svého předchůdce. Když se o tom vojáci krále Ély, kteří v té době obléhali pelištejský Gibetón, doslechli, ustanovili nad sebou za krále svého velitele Omrího. Ten se svým vojskem odtáhl od Gibetónu a oblehl Tirsu. Konec sedmidenní vlády Zimrího je v První knize králů popsán takto: „Když Zimrí viděl, že město bude dobyto, vešel do paláce královského domu, královský dům nad sebou zapálil, a tak zemřel pro své hříchy, které páchal, ...“ Po Zimrího smrti došlo k občanské válce mezi dvěma uchazeči o trůn – Omrím a Tibním, z níž vyšel vítězně Omrí.